# Angela Raffa
Angela Raffa (Messina, 26 gennaio 1993) è una politica italiana, dal 23 marzo 2018 deputata alla Camera per il Movimento 5 Stelle. È stata la più giovane parlamentare nella XVIII legislatura della Repubblica Italiana con i suoi 25 anni e 3 mesi al momento dell'insediamento.

## Biografia
Nata il 26 gennaio 1993 a Messina, dove, dopo essersi diplomata in Perito commerciale presso l'Istituto Tecnico Commerciale "Antonio Maria Jaci", consegue la laurea triennale in economia aziendale presso l'Università degli Studi di Messina con tesi in scienza delle finanze (economia pubblica) sull'istituto e sul funzionamento dell'Antitrust; è imprenditrice, amministratrice della Stone s.r.l. (startup nel settore edile e dei materiali biocompatibili).
Attivista nel Movimento 5 Stelle (M5S) dal 2011, da gennaio 2016 a marzo 2017 è una degli organizzatori dell'incontro Amici di Beppe Grillo nella città di Messina. Candidata alle Elezioni regionali in Sicilia del 2017 ottiene 1.581 preferenze senza essere tuttavia eletta.
Alle elezioni politiche del 2018 viene eletta deputata nelle liste del Movimento 5 Stelle nel proporzionale in Sicilia; con 25 anni e 37 giorni al momento delle elezioni è la parlamentare più giovane della XVIII Legislatura iniziata il 23 marzo.
Alle elezioni politiche anticipate del 2022 viene ricandidata alla Camera, nel collegio plurinominale Sicilia 2 - 01 per il Movimento 5 Stelle, venendo rieletta deputata. Nella XIX legislatura della Repubblica è componente della 6ª Commissione Finanze.